# Siring Agung (Kelam Tengah)
Siring Agung is een bestuurslaag in het regentschap Kaur van de provincie Bengkulu, Indonesië. Siring Agung telt 521 inwoners (volkstelling 2010).